# Campionato mondiale maschile di pallacanestro Under-19 1987
Il 3º Campionato mondiale maschile di pallacanestro Under-19 (noto anche come 1987 FIBA Under-19 World Championship) si è svolto dal 29 luglio al 5 agosto 1987 a Bormio.

## Prima fase
Le 12 squadre sono state divise in 2 gruppi di 6. Le prime due di ciascun girone partecipano alla seconda fase ad eliminazione diretta.

### Gruppo A
| Squadra     | P.ti | G | V | P | PF  | PS  | DP   |
| ----------- | ---- | - | - | - | --- | --- | ---- |
| Jugoslavia  | 10   | 5 | 5 | 0 | 587 | 429 | +158 |
| Stati Uniti | 9    | 5 | 4 | 1 | 486 | 402 | +84  |
| Porto Rico  | 8    | 5 | 3 | 2 | 456 | 499 | -40  |
| Australia   | 7    | 5 | 2 | 3 | 435 | 420 | +15  |
| Cina        | 6    | 5 | 1 | 4 | 390 | 488 | -98  |
| Nigeria     | 5    | 5 | 0 | 5 | 378 | 494 | -166 |

### Gruppo B
| Squadra          | P.ti | G | V | P | PF  | PS  | DP   |
| ---------------- | ---- | - | - | - | --- | --- | ---- |
| Italia           | 9    | 5 | 4 | 1 | 453 | 393 | +60  |
| Germania Ovest   | 8    | 5 | 3 | 2 | 392 | 417 | -25  |
| Unione Sovietica | 8    | 5 | 3 | 2 | 381 | 333 | +48  |
| Canada           | 8    | 5 | 3 | 2 | 426 | 380 | +46  |
| Brasile          | 7    | 5 | 2 | 3 | 426 | 435 | -9   |
| Taipei cinese    | 5    | 5 | 0 | 5 | 356 | 476 | -120 |

## Seconda fase

### Tabellone principale
|  | 1º-4º posto    | 1º-4º posto    | 1º-4º posto |            |     | 1º posto       | 1º posto       | 1º posto |  |
|  |                |                |             |            |     |                |                |          |  |
|  | Italia         | Italia         | 84          |            |     |                |                |          |  |
|  | Italia         | Italia         | 84          |            |     |                |                |          |  |
|  | USA            | USA            | 89          |            |     |                |                |          |  |
|  | USA            | USA            | 89          |            | USA | USA            | 76             |          |  |
|  |                |                |             |            | USA | USA            | 76             |          |  |
|  |                |                | Jugoslavia  | Jugoslavia | 86  |                |                |          |  |
|  | Jugoslavia     | Jugoslavia     | Jugoslavia  | Jugoslavia | 86  | 89             |                |          |  |
|  | Jugoslavia     | Jugoslavia     |             |            |     | 89             |                |          |  |
|  | Germania Ovest | Germania Ovest | 64          |            |     | 3º posto       | 3º posto       | 3º posto |  |
|  | Germania Ovest | Germania Ovest | 64          |            |     |                |                |          |  |
|  |                |                |             |            |     |                |                |          |  |
|  |                |                |             |            |     | Italia         | Italia         | 77       |  |
|  |                |                |             |            |     | Italia         | Italia         | 77       |  |
|  |                |                |             |            |     | Germania Ovest | Germania Ovest | 66       |  |

#### Incontri dal 5º all'8º posto
|  | 5º-8º posto | 5º-8º posto | 5º-8º posto |           |        | 5º posto    | 5º posto    | 5º posto |  |
|  |             |             |             |           |        |             |             |          |  |
|  | Puerto Rico | Puerto Rico | 89          |           |        |             |             |          |  |
|  | Puerto Rico | Puerto Rico | 89          |           |        |             |             |          |  |
|  | Canada      | Canada      | 96          |           |        |             |             |          |  |
|  | Canada      | Canada      | 96          |           | Canada | Canada      | 68          |          |  |
|  |             |             |             |           | Canada | Canada      | 68          |          |  |
|  |             |             | Australia   | Australia | 74     |             |             |          |  |
|  | URSS        | URSS        | Australia   | Australia | 74     | 76          |             |          |  |
|  | URSS        | URSS        |             |           |        | 76          |             |          |  |
|  | Australia   | Australia   | 78          |           |        | 7º posto    | 7º posto    | 7º posto |  |
|  | Australia   | Australia   | 78          |           |        |             |             |          |  |
|  |             |             |             |           |        |             |             |          |  |
|  |             |             |             |           |        | Puerto Rico | Puerto Rico | 86       |  |
|  |             |             |             |           |        | Puerto Rico | Puerto Rico | 86       |  |
|  |             |             |             |           |        | URSS        | URSS        | 100      |  |

#### Incontri dal 9º all'12º posto
|  | 9º-12º posto | 9º-12º posto | 9º-12º posto |         |      | 9º posto  | 9º posto  | 9º posto  |  |
|  |              |              |              |         |      |           |           |           |  |
|  | Cina         | Cina         | 93           |         |      |           |           |           |  |
|  | Cina         | Cina         | 93           |         |      |           |           |           |  |
|  | Taiwan       | Taiwan       | 77           |         |      |           |           |           |  |
|  | Taiwan       | Taiwan       | 77           |         | Cina | Cina      | 98        |           |  |
|  |              |              |              |         | Cina | Cina      | 98        |           |  |
|  |              |              | Brasile      | Brasile | 85   |           |           |           |  |
|  | Brasile      | Brasile      | Brasile      | Brasile | 85   | 79        |           |           |  |
|  | Brasile      | Brasile      |              |         |      | 79        |           |           |  |
|  | Nigeria      | Nigeria      | 77           |         |      | 11º posto | 11º posto | 11º posto |  |
|  | Nigeria      | Nigeria      | 77           |         |      |           |           |           |  |
|  |              |              |              |         |      |           |           |           |  |
|  |              |              |              |         |      | Taiwan    | Taiwan    | 90        |  |
|  |              |              |              |         |      | Taiwan    | Taiwan    | 90        |  |
|  |              |              |              |         |      | Nigeria   | Nigeria   | 81        |  |

## Classifica finale
| Campione del Mondo | Campione del Mondo | Campione del Mondo | Campione del Mondo |
| --- | ------------------ | --- | ------------------ |
| Jugoslavia under 194 Kalpić, 5 Pavićević, 6 Ilić, 7 Kukoč, 8 Pecarski, 9 Alibegović, 10 Đorđević, 11 Avdić, 12 Divac, 13 Dobraš, 14 Rađa, 15 Koprivica, All. Svetislav Pešić |                    | |                    |
| Argento | Stati Uniti        | Stati Uniti under 194 Pritchard, 5 Johnson, 6 Payton, 7 Thompson, 8 Smith, 9 Simmons, 10 S. Williams, 11 Augmon, 12 Brickey, 13 Huery, 14 Schintzius, 15 B. Williams, All. Larry Brown |                    |
| Bronzo | Italia             | Italia under 194 Brusamarello, 5 Gentile, 6 Pittis, 7 Aldi, 8 Rusconi, 9 Niccolai, 10 Zeno, 11 Pessina, 12 Ballestra, 13 Tolotti, 14 Savio, 15 Palmieri, All. Filippo Faina            |                    |
| 4. | Germania Ovest     | Germania Ovest under 194 Kleine-Brockhoff, 5 Rödl, 6 Harnisch, 7 Schindler, 8 Montag, 9 Boeder, 10 Schwarz, 11 Schiebelhut, 12 Schubert, 13 Arnold, 14 Bembenek, 15 Neuhaus, All. -    |                    |
| 5. | Australia          | Australia under 194 Boniello, 5 Heal, 6 Clarke, 7 Zadow, 8 Vlahov, 9 Hill, 10 Perry, 11 Froling, 12 Giddey, 13 Longley, 14 Stelzer, 15 Bradtke, All. -                                 |                    |
| 6. | Canada             | Canada under 194 Bleich, 5 G. McKay, 6 Jackson, 7 Smith, 8 Douglas, 9 Johnson, 10 Stewart, 11 Clarke, 12 Hammond, 13 Higgins, 14 Jackson, 15 S. McKay, All. -                          |                    |
| 7. | Unione Sovietica   | Unione Sovietica under 194 Vatažok, 5 Rezcov, 6 Qadaşev, 7 Poljach, 8 Meleščenko, 9 Vojlinenko, 10 Orechov, 11 Babkov, 12 Laksa, 13 Minaev, 14 Vētra, 15 Pinčuk, All. -                |                    |
| 8. | Porto Rico         | Porto Rico under 194 Colón, 5 Borges, 6 Alicea, 7 Ayala, 8 Cone, 9 Rivera, 10 Santiago, 11 Rolón, 12 Medrano, 13 Bocachica, 14 Rosario, 15 Muñoz, All. -                               |                    |
| 9. | Cina               | Cina under 194 Liu H., 6 Liu D., 7 Lin, 8 Xie, 9 Song, 10 Ma J., 11 Chen, 12 Zheng, 13 Ma Y., 14 Shan, 15 Wang, All. -                                                                 |                    |
| 10. | Brasile            | Brasile under 194 Walter Roese, 5 Fernando Minucci, 6 Álvaro, 7 Alexandre, 8 Marcelo, 9 Rogério, 10 Luisão, 11 Alexey, 12 Hudson, 13 Wagnão, 14 Zecão, 15 Adriano, All. -              |                    |
| 11. | Taipei cinese      | Taiwan under 194 Li, 5 Chiu, 6 Wei, 7 Kuo, 8 Cheng, 9 Chu, 10 Joe, 11 Lee, 12 Deng, 13 Lii, 14 Chan, 15 Lin, All. -                                                                    |                    |
| 12. | Nigeria            | Nigeria under 194 Mohammed, 5 Odaudu, 6 Garba, 7 Ayoola, 8 Joshua, 9 Kpedi, 10 Aribigbola, 11 Ahmed, 12 Olisa, 13 Osagi, 14 Odediran, 15 Ezenwa, All. -                                |                    |